# Julieta Díaz
Pour les articles homonymes, voir Díaz.
Julieta Díaz , née le 9 septembre 1977 à Buenos Aires, est une actrice de cinéma, de séries télévisées, de théâtre et mannequin argentine.

## Carrière
Julieta Díaz est née le 9 septembre 1977 à Buenos Aires. Elle commence à étudier le théâtre à 12 ans. Son père, Ricardo Díaz Mourelle, acteur il y a plus de 35 ans, a été l'un de ses grands professeurs. Sa mère, María Bernarda Hermida, est thérapeute florale. À 17 ans, elle étudie le théâtre avec Rubens Correa, lorsque, grâce à Fernando Spiner, elle se rend au casting et est choisie pour la mini-série Bajamar, la costa del silencio. Elle participe à Verdad consecuencia, Nueve lunas, Carola Casini, Como pan caliente, De poeta y de loco, Gasoleros et La condena de Gabriel Doyle parmi d'autres programmes télévisés. Pendant ce temps, elle continue à suivre des cours avec Cristina Moreira, Rubens Correa et Javier Margulis.

## Filmographie

### Cinéma
| Année | Titre                              | Personnage                    | Réalisateur                          |
| ----- | ---------------------------------- | ----------------------------- | ------------------------------------ |
| 2000  | Rockabilly                         | Pastelito                     | Sebastián De Caro                    |
| 2000  | Lobos Marinos (court-métrage)      |                               | Matías Guitler                       |
| 2001  | Déjala correr                      | Mónica                        | Alberto Lecchi                       |
| 2001  | Herencia                           | Luz                           | Paula Hernández                      |
| 2005  | Muñequita (court-métrage)          | Muñequita                     | Silvana Lopa y Brenda Urlacher       |
| 2006  | Derecho de familia                 | Sandra                        | Daniel Burman                        |
| 2007  | Maradona, la mano de Dios          | Claudia Villafañe de Maradona | Marco Risi                           |
| 2007  | La señal                           | Gloria                        | Ricardo Darín                        |
| 2008  | Norma Arrostito, la Gaby           | Norma Arrostito               | Luis César D'Angiolillo              |
| 2009  | Vienen por el oro, vienen por todo | Voix-off                      | Pablo D'Alo Abba y Cristian Harbaruk |
| 2009  | Negro Buenos Aires                 | Victoria                      | Ramón Térmens                        |
| 2011  | Juan y Eva                         | Eva Perón                     | Paula de Luque                       |
| 2012  | Dos más dos                        | Emilia                        | Diego Kaplan                         |
| 2013  | Corazón de León                    | Ivana Cornejo                 | Marcos Carnevale                     |
| 2014  | Refugiado                          | Laura                         | Diego Lerman                         |
| 2015  | Tras la pantalla                   | Ella misma                    | Marcos Martínez                      |
| 2017  | El fútbol o yo                     | Verónica                      | Marcos Carnevale                     |
| 2019  | No soy tu mami                     | Paula                         | Marcos Carnevale                     |

### Séries télévisées
- 1995 : Nueve lunas (série télévisée) (29 épisodes)
- 1996 : De poeta y de loco (mini-série) (39 épisodes)
- 1996 : Como pan caliente (série télévisée) : Empleada
- 1997 : Carola Casini (série télévisée) (42 épisodes)
- 1997 : Archivo negro (mini-série) (3 épisodes)
- 1996-1998 : Verdad consecuencia (mini-série) (129 épisodes)
- 1998 : La condena de Gabriel Doyle (série télévisée)
- 1998 : Bajamar, la costa del silencio (série télévisée) (3 épisodes)
- 1998 : Gasoleros (série télévisée)
- 2000 : Illusions (série télévisée) : Maia Carregal (138 épisodes)
- 1999-2000 : Champions of Life (série télévisée) : Carla D'Alessandro (296 épisodes)
- 2000 : Rockabilly : Pastelito
- 2000 : Lobos marinos (court métrage)
- 2001 : Inheritance : Luz
- 2001 : Déjala correr : Mónica
- 2002 : Brigade 099 (série télévisée) : Gabriela Valentini (145 épisodes)
- 2003 : Gipsy Love (série télévisée) : Mora Amaya (252 épisodes)
- 2004 : Locas de amor (mini-série) : Juana Vázquez (35 épisodes)
- 2005 : Master Thieves (mini-série)
- 2006 : Al Límite (mini-série) : Pato (2 épisodes)
- 2006 : Les Lois de la famille (Derecho de familia) : Sandra
- 2006 : Muñequita (court métrage)
- 2005-2006 : Killer Women (mini-série) : Felisa / Mónica / Ana María Gómez Tejerina (4 épisodes)
- 2007 : Maradona, the Hand of God : Claudia Villafañe
- 2007 : La señal : Gloria
- 2008 : The Unwritten History : Selva
- 2008 : Mexican Standoff : Karla
- 2010 : Lo que el tiempo nos dejó (mini-série)
- 2009-2010 : Valientes (série télévisée) : Alma Varela (129 épisodes)
- 2008-2010 : Todos contra Juan (mini-série) : Julieta Díaz (2 épisodes)
- 2010 : Para vestir santos (mini-série) : Ema
- 2010 : Dark Buenos Aires : Victoria
- 2011 : When You Smile (série télévisée) : Luna Rivas (78 épisodes)
- 2011 : Juan y Eva (es) : Eva Perón
- 2012 : Condicionados (mini-série) : Sagrada
- 2012 : Graduados (série télévisée) : Sandra Schejtman (11 épisodes)
- 2012 : Dos más dos (es) : Emilia
- 2013 : Historia Clinica (mini-série) : Tita Merello
- 2013 : Corazón de león : Ivana
- 2014 : Señores Papis (série télévisée) : Daiana Crespo
- 2014 : Refugiado : Laura
- 2015 : La Casa (mini-série)
- 2015 : El espejo de los otros
- 2016 : Silencios de familia (mini-série) (19 épisodes)
- 2016 : Me casé con un boludo : Julieta Díaz
- 2017 : Fanny la fan (es) (série télévisée) (19 épisodes)
- 2017 : Sos mi pasión : Veronica

## Théâtre
- 1997 : El dueño del circo
- 1997 : Cenicienta en Elsinor
- 2000 : A propósito de la duda
- 2001 : El inocente
- 2002 : Cesárea
- 2003 : El libro de Ruth
- 2004 : Plegaria contra el silencio
- 2004 : Emma Bovary
- 2005 : Ángel portador (voix-off)
- 2006 : Tontos por amor
- 2006 : Bodas de sangre
- 2006 : Las mujeres de Ibsen
- 2006 : Sonata de otoño
- 2007 : Espacio abierto
- 2007 : La Celestina
- 2007 : El pan del adiós
- 2007 : El zoo de cristal
- 2008 : Solas
- 2008 : La esposa constante
- 2009-2010 : El año que viene a la misma hora
- 2013 : Los Locos Addams